# Haus des Grauens
Haus des Grauens (Alternativtitel Paranoic – Haus des Grauens, Originaltitel Paranoiac) ist ein Horrorfilm aus dem Jahr 1963, der unter der Regie von Freddie Francis in den Bray-Studios (mit einigen Außenaufnahmen auf der Isle of Purbeck, Surrey) gedreht und in den USA von Universal veröffentlicht wurde. Hammer Films kaufte 1954 die Rechte an Josephine Teys Roman Brat Farrar aus dem Jahr 1949, doch erst 1958 wurde ein Drehbuch geschrieben. Die deutschsprachige Erstaufführung erfolgte am 10. Mai 1963.

## Handlung
Nachdem die wohlhabenden Mr. und Mrs. Ashby bei einem Flugzeugabsturz ums Leben kamen, wurden ihre drei Kinder in die Obhut ihrer Tante Harriet gegeben. Gemeinsam leben sie in ihrem alten Stammsitz auf dem englischen Land. Drei Jahre später springt Tony, der ältere der Geschwister, im Alter von 15 Jahren ins Meer. Er hinterließ einen Abschiedsbrief, aber seine Leiche wurde nie gefunden.
Acht Jahre später ist sein jüngerer Bruder Simon zu einem selbstsüchtigen Alkoholiker geworden, der nun seine Schwester Eleanor in den Wahnsinn treiben will, damit er der alleinige Erbe des elterlichen Vermögens wird.
Sein Plan scheint aufzugehen, doch drei Wochen bevor er offiziell zum Erben erklärt werden soll, erscheint ein Mann, der seinem Bruder Tony sehr ähnelt. Zunächst wird er nur von Eleanor gesehen, die glaubt, dass ihr toter Bruder wiedergekommen, was sie jedoch selbst davon überzeugt, dem Wahnsinn nahe zu sein. Verzweifelt versucht Eleanor daraufhin ebenfalls, sich von derselben Klippe zu stürzen, wie damals ihr Bruder, doch der mysteriöse Mann taucht plötzlich auf, um sie zu retten.
Im Gegensatz zu Eleanor ist Simon von der plötzlichen Rückkehr seines Bruders aus dem Reich der Toten nicht begeistert, denn er will das Erbe seiner Eltern nicht mit weiteren Personen teilen. Und die Anzeichen häufen sich zunehmend, dass der Fremde gar nicht der ist, den er vorgibt zu sein. Tatsächlich ist er ein Betrüger, der von Keith Kossett, dem Sohn des Familienanwalts, angeheuert wurde, damit sein Vater weiterhin Gelder der Familie Ashby unterschlagen kann.
Eleanor verliebt sich in „Tony“ und gerät damit in einen Konflikt, da er ja für sie ihr Bruder ist. Als sie deshalb Selbstmord begehen will, hält „Tony“ sie auf und gesteht, dass er nicht ihr Bruder ist. Simon sieht damit in beiden eine Bedrohung seiner Ziele und manipuliert das Auto, mit dem Eleanor und „Tony“ einen Ausflug machen wollen, sodass Eleanor fast getötet wird. Die Hausangestellte Francoise ahnt etwas von Simons Mordversuch und versucht zu fliehen. Als er sie aufhält, droht sie ihn bloßzustellen, was ihn dazu bringt, sie im Gartenteich zu ertränken. Eleanor gegenüber behaupte Simon, dass Francoise gekündigt hätte und gegangen wäre.
Der falsche Tony untersucht die Kapelle auf dem Anwesen der Familie und findet den mumifizierten Körper des echten Tony. Er will gerade gehen, als er von Simon aufgehalten wird. Er gibt zu, dass er seinen Bruder dazu gebracht hatte, den Abschiedsbrief zu schreiben und ihn dann ermordet hätte. Simon schlägt den falschen Tony nieder und fesselt ihn. Als dieser wieder zur Besinnung kommt, spielt Simon die Orgel in der Kapelle, während der Körper des echten Tony jetzt auf einem Stuhl sitzt. Tante Harriet erscheint und überredet Simon zu gehen, da sie sich um die Situation kümmern will. Sie ist unbeeindruckt von dem Anblick der Leiche und kannte offensichtlich die Wahrheit. Mittels einer Laterne zündet sie die Kapelle an und hofft, Simon dadurch schützen zu können. Eleanor, alarmiert durch das Feuer, sieht den toten Körper ihres Bruders und bindet den falschen „Tony“ los. Sie fliehen aus der Kapelle und beim Anblick der Flammen wird Simons eigener Wahnsinn offenbar. Er taumelt zur Kapelle, um Tony zu „retten“, wird aber von den Flammen gefangen und überwältigt, als er Skelettreste seines Bruders umklammert.

## Kritik
Das Lexikon des internationalen Films bezeichnet den Film als „eine zum Teil geschickt konstruierte und inszenierte Gruselgeschichte, die mit den üblichen, teils etwas morbiden Genre-Effekten einige Spannung erzielt.“
Die Internetplattform nischenkino.de urteilte 2018: „Es gibt keinen Zweifel, ‚Haus des Grauens‘ ist ein großartiger Film […], der die Zuschauer beinahe glauben lässt, dass sich die vertrauten Bray-Interieurs tatsächlich in einem düsteren alten Haus an einer Klippe irgendwo am Meer befinden.“ Das Werk „ist insgesamt ein ziemlich cleverer und gut gearbeiteter Beispiel-Thriller geworden, der zu Unrecht in Vergessenheit geraten ist. Immerhin handelt es sich in mancher Hinsicht noch immer um Hammer Horror.“
Koch Media schrieb 2008: „‚Haus des Grauens‘ ist natürlich gnadenlos an den Haaren herbeigezogen und oftmals auch sehr unglaubwürdig, gehört aber, vor allem aufgrund der fantastischen Leistung des Hauptdarstellers, der permanent auf dem schmalen Grat zwischen Normalität und Wahnsinn wandelt und sogar einen Norman Bates beinahe verblassen lässt, dennoch zu den besseren Thrillern aus dem Hause Hammer.“
Cinema.de nannte den „Originellen Schocker mit Fröstelstimmung“ „Eine der „Perlen“ der britischen Hammer-Studios, die in den 50er- und 60er-Jahren das Horror-Genre bereicherten.“

## Synchronisation
Die deutsche Synchronfassung entstand bei Berliner Synchron GmbH Wenzel Lüdecke.
| Rolle         | Schauspieler     | Dt. Synchronstimme     |
| ------------- | ---------------- | ---------------------- |
| Eleanor Ashby | Janette Scott    | Marianne Prenzel       |
| Simon Ashby   | Oliver Reed      | Rainer Brandt          |
| Tante Harriet | Sheila Burrell   | Gisela Reißmann        |
| John Kossett  | Maurice Denham   | Paul Wagner            |
| Tony Ashby    | Alexander Davion | Jürgen Thormann        |
| Françoise     | Liliane Brousse  | Uta Hallant            |
| RAF-Mitglied  | Harold Lang      | Günter Hanke           |
| Keith Kossett | John Bonney      | Eckart Dux             |
| Williams      | John Stuart      | Knut Hartwig           |
| Vicar         | Colin Tapley     | Friedrich Schoenfelder |

## DVD
Der Film wurde im Dezember 2008 im Rahmen der „Hammer“-Collection von Koch Media im deutschsprachigen Raum auf DVD veröffentlicht.
Am 26. Juli 2010 wurde in Großbritannien eine Blu-ray und DVD veröffentlicht und zum ersten Mal als Heimvideo in Großbritannien verfügbar gemacht. Die Blu-ray enthält eine restaurierte Cinemascope High-Definition-Übertragung, optionale Musik- und Effektspuren, den lange nicht gesehenen Original-Trailer und eine High-Definition-Standbildgalerie mit seltenem Material (exklusiv für die Blu-ray-Version).
In Nordamerika wurde der Film erstmals am 6. September 2005 zusammen mit sieben anderen „Hammer“-Horrorfilmen auf dem 4-DVD-Set „The Hammer Horror Series“ veröffentlicht, das Teil der Franchise Collection von MCA-Universal ist. Das Set wurde am 13. September 2016 erneut auf Blu-ray veröffentlicht. Am 8. Februar 2022 veröffentlichte Scream Factory eine Blu-ray-Sammleredition des Films.